# БМ «Оплот»
БМ «Оплот» (Объект 478ДУ9-1, «Оплот-М») — современный украинский основной боевой танк, разработанный Харьковским конструкторским бюро машиностроения. Главный конструктор машины — Михаил Демьянович Борисюк.

## История
Разработка

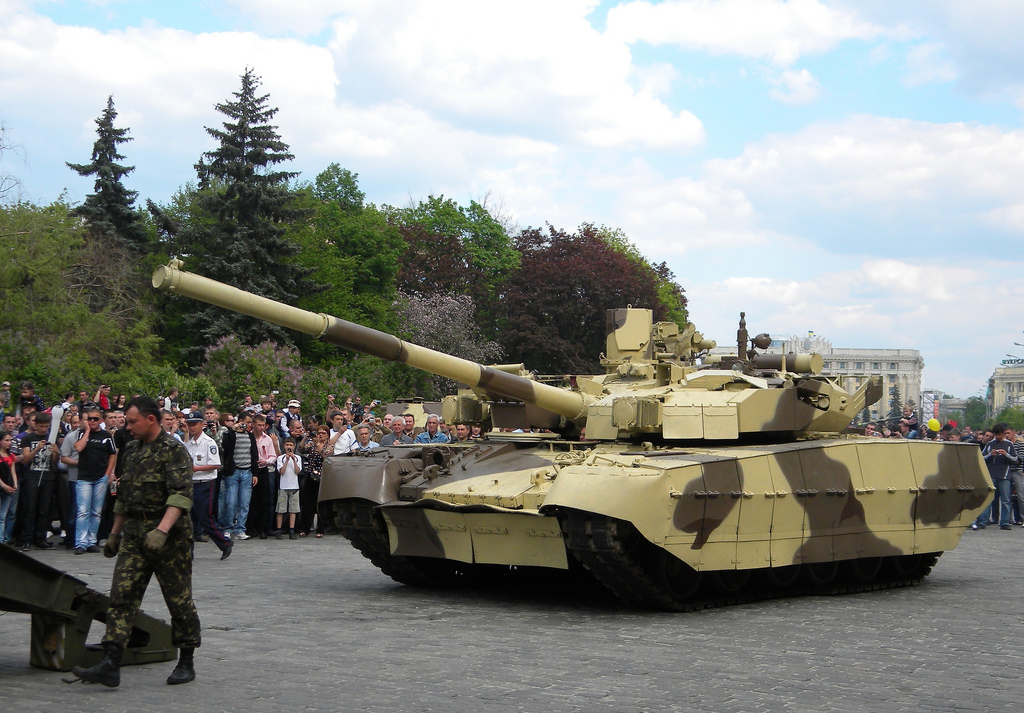
Прототип БM Oплот в Харькове, 9 мая 2009 года

В 1992 году начались работы над модернизацией советского танка Т-80УД.
В 2000 году танк был официально принят на вооружение украинской армии под наименованием «Оплот». В том же году министерством обороны Украины принято решение о начале работ над новым типом основного танка, результатом которых стал танк «Оплот-М».
Главный конструктор машины — доктор технических наук, профессор, генерал-лейтенант М. Д. Борисюк, генеральный конструктор по созданию бронетанковой техники и артиллерийских систем, начальник КП ХКБМ. Выпускается заводом ЗТМ им. Малышева.

## Конструкция
Танк имеет классическую компоновку, с размещением отделения управления в носовой части, боевого отделения — посередине и моторно-трансмиссионного отделения — в кормовой части. В БМ «Оплот» применён автомат заряжания, что позволило иметь экипаж из трёх человек — механика-водителя, наводчика и командира. Механик-водитель размещается по центру. Командир танка размещается справа, а наводчик — слева, у каждого из них имеется люк для посадки/высадки.
БМ «Оплот» от предыдущих танков ХКБМ серии Т-84 отличается улучшением следующих характеристик:
Управление огнём
- новая система управления огнём[6];
- система учёта изгиба канала ствола;
- комбинированный панорамный прицел командира с независимыми дневным и ночным (тепловизионным) каналами и лазерным дальномером;

Защита
- сварная башня новой формы из катаной бронестали;
- большие бортовые экраны, обеспечивающие дополнительную защиту бортов корпуса и ходовой части от ручных противотанковых гранатометов;
- встроенная ДЗ «Дуплет» (внешне напоминающая «Нож-2»), обеспечивающая лучшую защиту от бронебойных снарядов и тандемных кумулятивных боеприпасов[6];
- комплекс «Варта»[6];

Подвижность
- новая комплексная система управления танком, обеспечивающая автоматическое переключение передач и плавный поворот во время движения;
- двигатель 6ТД-2Е мощностью 1200 л. с. с уменьшенной дымностью и токсичностью выхлопа;
- дизельная вспомогательная силовая установка мощностью 10 кВт;
- новый бортовой компьютер механика-водителя, новые средства радиосвязи[источник не указан 2636 дней].

### Огневая мощь

#### Основное вооружение
Основным вооружением танка является 125-мм гладкоствольная пушка КБА-З, являющаяся копией с небольшими модификациями пушки 2А46М-1 конструкции 1970 года, которая имеет длину ствола 48 калибров и снабжена автоматом заряжания конвейерного типа. Пушка оснащена эжектором пороховых газов, термокожухом и стабилизирована в двух плоскостях.
Ствол пушки выполнен быстросъёмным, как и у 2А46М, и может быть заменён в полевых условиях без демонтажа башни с танка. Привод вращения башни — электрический, привод пушки — гидравлический. Башня поворачивается на 180 градусов менее чем за 5 секунд (скорость вращения башни относительно корпуса составляет до 40 °/с). На случай нештатной ситуации предусмотрены резервные механические приводы наведения пушки и башни.
Боекомплект пушки составляет 46 выстрелов раздельно-гильзового заряжания, из них 28 размещены в автомате заряжания. БМ «Оплот» способен вести огонь бронебойно-подкалиберными, кумулятивными, осколочно-фугасными снарядами и ПТУР «Комбат» с полуактивной системой управления по лазерному лучу.
Скорострельность танка составляет до 8 выстрелов/мин (7—12,5 с на заряжание одного выстрела), что достигается за счёт автомата заряжания и тандемного досылания (снаряд-заряд) за один цикл. Удаление стреляного поддона осуществляется с помощью его автоматического улавливания и укладки в пустой лоток без разгерметизации боевого отделения. Время загрузки конвейера автомата заряжания выстрелами составляет 15—20 минут. Также предусмотрены дублирующие приводы конвейера автомата заряжания и ручной механизм заряжания.

#### Управляемое вооружение

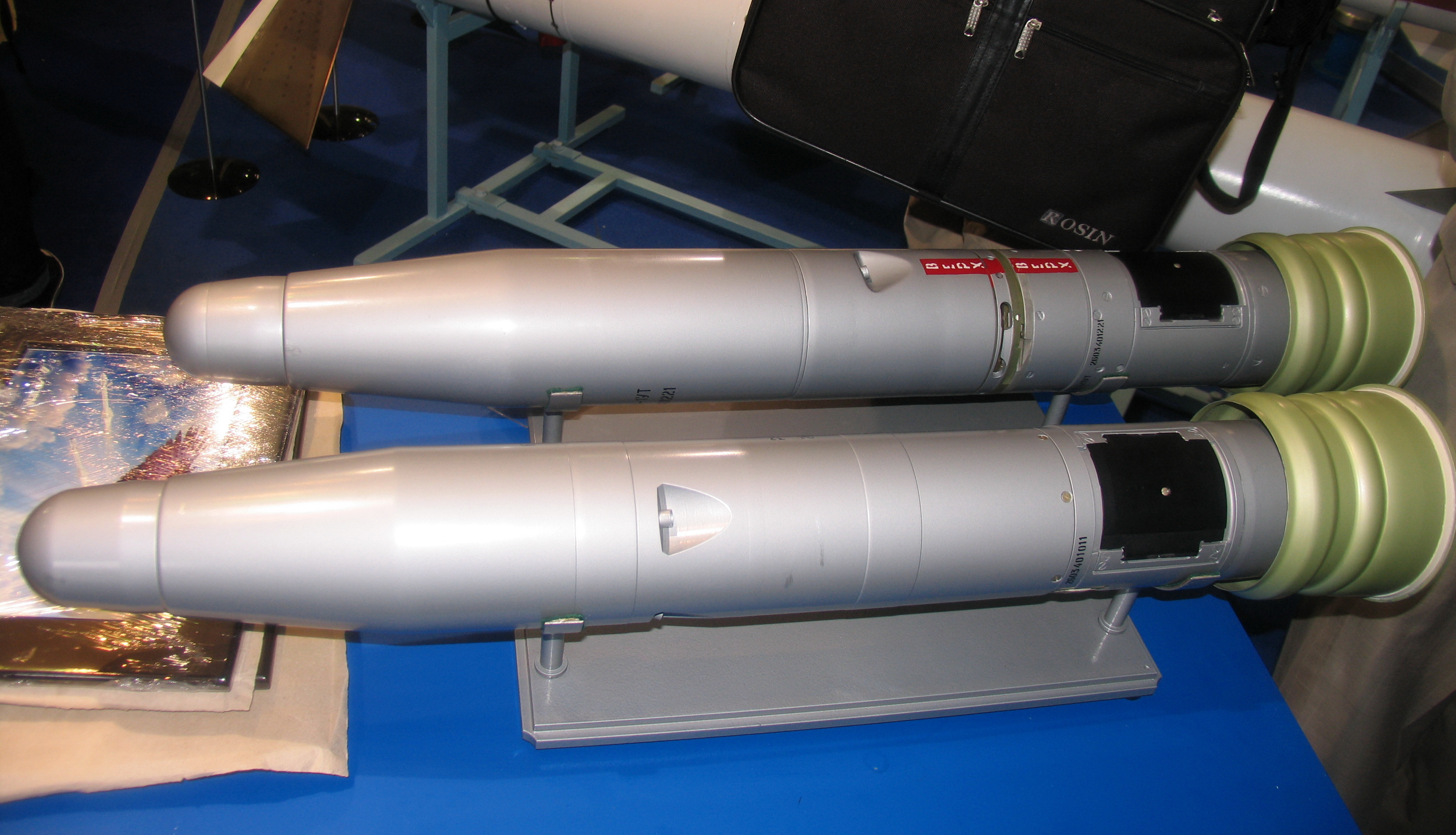
ПТУР «Комбат»

Отличительной особенностью танка является КУВ (комплекс управляемого вооружения), который позволяет вести огонь из пушки управляемыми ракетами (ПТУР) «Комбат» с лазерным наведением на дистанциях до 5 км, в отличие от Т-64Б и Т-80Б — до 4 км, и обеспечивает бронепробиваемость за динамической защитой не менее 750 мм. ПТУР размещаются в автомате заряжания так же, как и обычные снаряды.
ПТУР «Комбат» почти на протяжении всего полёта ведётся над линией визирования, а её перевод непосредственно на цель осуществляется автоматически всего за 0,2 секунды до момента поражения. Такое решение выгодно отличается от подсветки лазером цели на протяжении всего полёта ракеты тем, что противник не может поставить помеху ПТУР, опираясь только на датчики лазерного излучения.
Стрельба ПТУР «Комбат» возможна на скоростях движения танка до 30 км/ч, по целям, двигающимся со скоростью до 70 км/ч.

#### Вспомогательное вооружение
Танк оснащается вспомогательным вооружением:
- зенитный пулемёт КТ-12,7 мм (НСВТ, боекомплект 3 × 150 патронов) с системой дистанционного управления; угол наведения по вертикали составляет от −3° до +60°, по курсу — в диапазоне ±75°; пулемёт стабилизирован по вертикали в диапазоне от −3° до +20°;
- спаренным с пушкой пулемётом КТ-7,62 мм (ПКТ, боекомплект — 1250 патронов).

#### Система управления огнём и прицельные приборы
Система управления огнём (СУО) БМ «Оплот» обеспечивает круглосуточное и всепогодное прицеливание и стрельбу из пушки, спаренного и зенитного пулемётов, в том числе командиром танка. СУО танка включает:
- прицельный комплекс:
  - дневной прицел наводчика «Проминь» 1Г46М оснащён независимой стабилизацией в двух плоскостях, лазерным дальномером (до 9000 м с точностью ±10 м) и каналом полуактивного управления ПТУР «Комбат». Имеет кратность 2,7—12х[13].
  - тепловизионный прицельный комплекс наводчика ПТТ-2[14]. Предназначен для обнаружения наземных и воздушных целей, и прицельной стрельбы по ним днём и ночью. Дальность обнаружения целей — до 8000 м, распознавания — 6000 м и идентификации — 4500 м (при ΔТ ≥ 2°К, в узком поле зрения)[15].
  - панорамный прицельный комплекс командира ПНК-6. Предназначен для обнаружения наземных и воздушных целей с места командира, и прицельной стрельбы по ним днём и ночью. Оснащён лазерным дальномером.
- стабилизатор вооружения 2Э42М
- СУИТ (система учёта изгиба ствола) повышает точность стрельбы за счёт автоматической коррекции углов прицеливания и бокового упреждения, вырабатываемых баллистическим вычислителем, с учётом теплового изгиба ствола от солнечной радиации и собственного разогрева при интенсивной стрельбе[16].
- система дистанционного управления зенитным пулемётом 1ЭЦ29М.

### Защищённость и живучесть

#### Баллистическая защита
БМ «Оплот» имеет комбинированную систему защиты, включающую в себя пассивную броню, встроенную динамическую защиту и ряд других систем защиты, повышающих выживаемость танка на поле боя. Броня — многослойная, состоящая из броневых листов и керамических материалов. Крыша башни выполнена цельноштампованной, что повышает её жёсткость и обеспечивает хорошую технологичность и стабильное качество при серийном производстве.
На передней части корпуса, башне и бортах танка установлена встроенная ДЗ (динамическая защита) нового поколения «Дуплет», которая обеспечивает защиту от кумулятивных и бронебойно-подкалиберных боеприпасов. Модульная конструкция предусматривает быструю замену элементов защиты во время модернизации или повреждения. На бортах корпуса БМ «Оплот» установлены широкие резиновые экраны, обеспечивающие дополнительную защиту от ручных противотанковых средств типа РПГ-7. Элементы ДЗ «Дуплет» не детонируют при попадании в них пуль калибра 12,7 мм, бронебойных снарядов калибра до 30 мм и осколков снарядов. При этом детонация динамической защиты происходит от близкого разрыва 125-мм осколочно-фугасного снаряда.
Принцип действия динамической защиты основан на инициализации множества кумулятивных струй с целью разрезания атакующего боеприпаса на части. Защита может уничтожить и тандемный боеприпас, разрезав основной заряд, при удачном угле попадания. Впрочем, такой конструктив делает невозможным защиту от тандемных боеприпасов с большим разнесением заряда по длине, а также имеет тенденцию к подрыву соседних модулей защиты.
ДЗ «Дуплет» не нуждается в обслуживании и безопасна в обращении. Установка данной ДЗ возможна силами экипажа без специальных приспособлений за 2,5—3 ч. Модули динамической защиты ремонту в полевых условиях не подлежат.
По утверждению производителя танка, ВПТДЗ (встроенная противотандемная динамическая защита) БМ «Оплот» обеспечивает защиту от:
- противотанковых ручных и станковых гранатомётов, и безоткатных орудий;
- противотанковых ракет типа «ТОУ-2», «Милан», «Штурм-С»;
- кумулятивных снарядов гладкоствольных танковых пушек калибра 125 мм (3БК18М, 3БК18, 3БК14М, 3БК14);
- бронебойных подкалиберных снарядов гладкоствольных танковых пушек калибра 125 мм (3БМ22, 3БМ26, 3БМ42, 3БМ46) и 120 мм трассирующего оперенного подкалиберного снаряда с отделяющимся поддоном Cl3069, OFL-120 F1, DM53

Динамическая защита обеспечивает снижение пробиваемости бронебойного подкалиберного снаряда составляет 70 %, эффективность ПТУР снижается на 90 %, а кумулятивных снарядов — на 90 %.
Противоминная защита обеспечивает выживаемость экипажа при подрыве под гусеницей мин с тротиловым эквивалентом 10 кг, а под днищем (в переднем отделении) — до 4 кг.
Танк оборудован автоматической системой пожаротушения в обитаемом отделении и МТО. На БМ"Оплот" также установлены ПРХР-М1 (прибор радиационной и химической разведки) и система защиты от оружия массового поражения.

#### Активная защита
Активная защита БМ «Оплот» предусматривает использование КОЭП (комплекса оптико-электронного противодействия) «Варта» для постановки завес и активную защиту для уничтожения боеприпасов «Заслон». 
«Варта» способна обнаружить лазерное прицеливание по танку и поставить дымовую завесу. Очевидным недостатком комплекса является неспособность реагировать на сам полёт атакующего боеприпаса из-за отсутствия радара. Современные ПТРК с лазерным наведением, как «Корнет» или «Скиф», да и сам ПТУР «Комбат», которым укомплектован танк, большую часть полёта ракеты направляют луч лазера выше цели и опускают лазер на цель за 0,2 секунды до её поражения, когда фактически наведение закончено и постановка завесы эффективна ограниченно. Варта не предназначена для постановки непрозрачных в инфракрасном диапазоне аэрозольных завес, поскольку комплекс не имеет средств обнаружения ракет ПТУР с инфракрасной ГСН. Впрочем, комплекс полезен для реакции на лазерные дальномеры артиллерийских систем и против ряда ПТУР.
Для танка разработана активная защита «Заслон» с достаточно передовыми характеристиками. Защита состоит из модулей, каждый из которых оборудован собственным мини-радаром с дистанцией действия 2-3 метра и не отстреливаемой гранатой для уничтожения атакующего боеприпаса. Вместо отстрела гранаты, как в других КАЗ, производится выдвижение электромотором цилиндра с гранатой и мини-радаром. Подрыв атакующего боеприпаса осуществляется в 0,5—1 метрах от танка. Указанная конструкция позволяет достаточно легко реализовать защиту верхней полусферы и организовать полную или частичную защиту танка. Также отсутствие необходимости рассчитывать траекторию защитного боеприпаса позволяет достигать высокого быстродействия, достаточного даже для поражения не только ракет, но и бронебойных подкалиберных снарядов. Тем не менее разработчики смогли продемонстрировать только способность перехвата (3БМ42). Тем менее, способность реагировать на подкалиберные бронебойные снаряды является достаточно уникальной для комплексов активной защиты.
Существенным аспектом является довольно высокая стоимость «Заслона», так как комплекс требует вместо одного радара иметь минимум 16 мини-радаров, поэтому на текущий момент серийное производство только планируется. Эксперты также выдвигают версию, что «Заслон» не вышел в серийное производство из-за того, что врезка комплекса в броню может нарушить жесткость бронирования, а выпущенные цилиндры КАЗ могут быть утрачены при маневрировании по бездорожью.
Маскировочная сеть
Летом 2012 года на вооружение вооружённых сил Украины был принят комплект маскировочной сети «Контраст» для танка БМ «Оплот»

#### Двигатель
На танк устанавливается шестицилиндровый дизельный двигатель 6ТД-2Е объёмом 16,3 литра и мощностью 1200 л. с. Двигатель — двухтактный, многотопливный (работает на бензине, керосине, авиационном топливе, топливе для дизельных двигателей или их смеси в любой пропорции), с наддувом, прямоточной продувкой, непосредственным впрыском топлива, с горизонтальным расположением цилиндров и противоположно движущимися поршнями. Ёмкость внутренних топливных баков составляет 575 л, наружных баков, расположенных на надгусеничных полках, — 570 л. Для увеличения запаса хода на корме корпуса могут устанавливаться две дополнительные топливные бочки объёмом 380 л (2 х 190 л).
Благодаря небольшой высоте двигателя (581 мм) моторное отделение выполнено по двухэтажной схеме. Эжекторная система охлаждения радиаторов установлена над двигателем.
По сравнению с 6ТД, предыдущим вариантом двигателя, на 20 % возросла удельная мощность, достигнув 73,6 л. с./литр при тех же габаритах (Д х Ш х В, мм: 1602 х 955 х 581) и массе (1180 кг), но, вероятно, уменьшились надёжность и ресурс. Благодаря компактности двигателя и особенностям его конструкции силовая установка размещается поперечно в МТО (моторно-трансмиссионном отделении) танка и соосно с бортовыми коробками перемены передач. Благодаря этому не требуется центровка двигателя при его замене, значительно упрощается трансмиссия танка и обеспечивает небольшие размеры МТО (3,1 м³).
Двигатель модернизирован для увеличения эффективности и надёжности в разных климатических и погодных условиях. Конструкция и особенности двигателя обеспечивают его эксплуатацию при температуре воздуха до +55 °C практически без снижения мощности, в то время как, например, мощность четырёхтактного дизельного двигателя В-92С2 танка Т-90 падает с 1000 до 600 л. с. при температуре воздуха +55 °C.
Расход топлива на 100 км по сухой грунтовой дороге составляет 325—370 л, по дороге с твёрдым покрытием — не более 300 л. Топливная система танка обеспечивает питание двигателя топливом как из каждой группы баков отдельно, так и из обеих групп одновременно.
Воздухозаборник двигателя обеспечивает поступление воздуха из наименее запыленной точки танка и позволяет преодолевать водные препятствия глубиной до 1,8 м без подготовки.

#### Вспомогательная силовая установка
На танке установлена дизельная вспомогательная силовая установка мощностью 10 кВт. ВСУ предназначена для обеспечения электроэнергией танка с выключенным двигателем, например, при нахождении танка на стационарной огневой позиции или в засаде. Устанавливается на правой надгусеничной полке в герметичном броневом отсеке и подключается к электрической и топливной системам основного двигателя.

#### Трансмиссия
Коробка передач планетарного типа с автоматическим переключением передач имеет 7 передач вперед и 5 — назад (из них 4 передачи в режиме реверса, переход в режим реверса осуществляется на полностью остановленном танке). Максимальная скорость — 70 км/ч вперед и 35 км/ч — задним ходом.
Новая комплексная система управления движением танка обеспечивает плавный поворот как во время движения, так и на месте, а также улучшает динамические характеристики разгона танка за счёт обеспечения переключения передач в оптимальном режиме. Такая система управления танком позволяет выполнять плавные повороты при помощи штурвала вместо рычагов, что значительно упрощает процесс управления, уменьшает уровень утомляемости водителя, повышает маневренность и позволяет продублировать управление. Данная система имеет высокий КПД и была разработана ХКБМ. Подобная система управления в составе харьковского МТО с двигателем 6ТД-2 экспортируется за рубеж для установки на пакистанские танки «Аль-Халид» и китайские MBT 2000.

#### Ходовая часть
Ходовая часть БМ «Оплот» с каждого борта состоит из шести сдвоенных обрезиненных опорных катков диаметром 670 мм, пяти поддерживающих катков диаметром 225 мм, ленивца и расположенного в корме ведущего колеса. Подвеска опорных катков — индивидуальная, торсионная, с шестью гидравлическими телескопическими амортизаторами (на первом, втором и шестом узлах подвески). Узлы подвески вынесены из броневого корпуса для высвобождения пространства в последнем и облегчения обслуживания подвески.
Танк может оснащаться гусеницами двух типов: асфальтоходной шириной 580 мм, обеспечивающей высокую скорость танка по дороге с асфальтобетонным покрытием, и шириной 600 мм с увеличенными грунтозацепами для движении по льду и рыхлому грунту. Внизу носовой части корпуса закреплены резиновые юбки, призванные снижать запылённость при езде.

### Средства наблюдения, связи и навигации
Танк оснащается:
- средствами наблюдения:
  - оптическими приборами дневного наблюдения ТНПО-160 и ТНП-165А[30];
  - прибором ночного видения механика-водителя ТВН-5[31];
- средствами связи:
  - радиостанцией УКВ-диапазона Р-030У, обеспечивающей дальность связи на среднепересеченной местности до 20—25 км[32];
  - радиостанцией командира КВ-диапазона Р-163-50К, обеспечивающей дальность связи до 250—350 км[33];
  - аппаратурой внутренней связи и коммутации АВСК-1 (Р-174)[34];
  - шлемофонами шумопоглощающими ШШ-1[35];
- средствами навигации:
  - системой спутниковой навигации ТИУС-НМ, состоящей из радионавигационной аппаратуры спутниковой навигации СН-3700-03 (обеспечивает непрерывное определение координат танка по радиосигналам систем ГЛОНАСС и GPS NAVSTAR в любой точке земного шара, момент времени и метеоусловиях); среднеквадратичная погрешность определения координат местоположения танка составляет 40 м по сигналам GPS NAVSTAR, 30 м — по ГЛОНАСС и 20 м — при использовании обеих навигационных систем одновременно; система навигации танка способна запоминать до 10 маршрутов с 50 контрольными точками для каждого из них[36];
- информационного пульта командира 1КПИ-М, предназначенного для ввода в компьютер начальных установок, кодов, команд, запросов, координат пунктов назначения и маршрутных точек, а также отображения на экране вводимой информации и данных, полученных через радиостанцию или навигационную систему; информация о местоположении танка и других бронемашин своего подразделения на поле боя, пункты назначения и маршрутные точки отображаются на экране в текстовом или графическом виде[37].

### Эргономика
Эргономика танка обеспечивается следующими компонентами:
- автоматическим переключением передач, значительно упрощающим управление, снижающим время на обучение механика-водителя и его утомляемость во время длительной езды на танке;
- цифровым щитом (бортовым компьютером) механика-водителя, предназначенным для индикации уровня топлива и масла, управления работой подогревателя, предпусковой подготовкой и пуском основного двигателя, включением и выключением световых приборов, отображения параметров двигателя и трансмиссии;
- системой кондиционирования воздуха, состоящей из двух кондиционеров, установленных в корпусе и башне, и обеспечивающей комфортные условия работы экипажа путём охлаждения, осушения или обогрева воздуха в обитаемом отделении[6].

## Модификации
- БМ «Оплот» (Объект 478ДУ9-1, «Оплот-М») — усовершенствованный вариант объекта 478ДУ9 с улучшенными качествами мобильности и защищенности, установлена КОЭП Варта, изготовлено 3 единицы.
- «Оплот-Т» (Объект 478ДУ9-Т) — специальная модификация для ВС Таиланда. Отличается от базового БМ «Оплот» установкой кондиционера и вспомогательной силовой установкой. Изготовлено 49 единиц.
- «Оплот-2М» (Объект 478ДУ11) — украинский проект по замене всех российских комплектующих на танке БМ «Оплот» по ОКР "Бастион".

## Производство

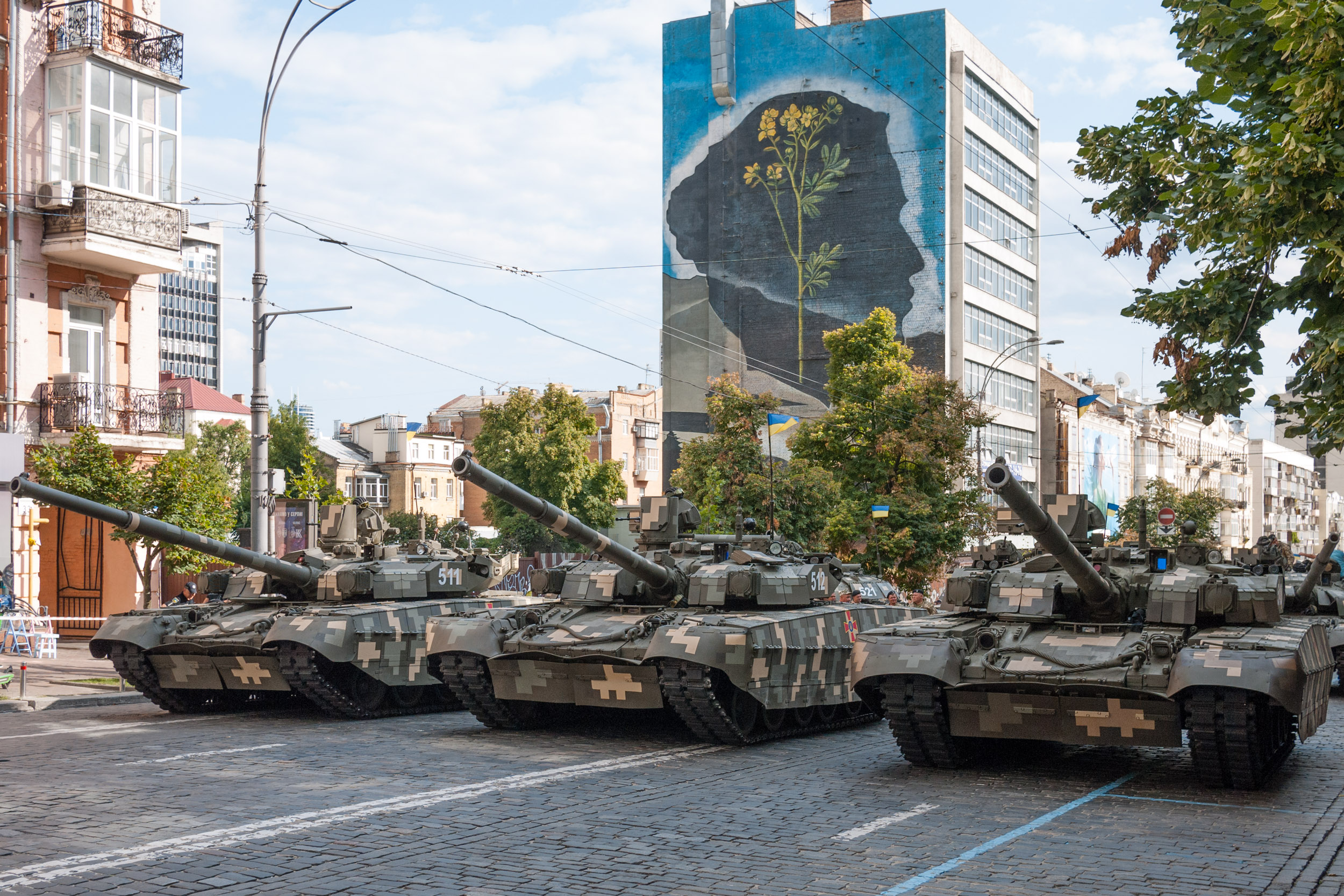
БМ Оплот на репетиции парада ко Дню Независимости в 2021 году

В конце 2008 года началось производство первого танка БМ «Оплот», улучшенного на основе объекта 478ДУ9 и заняло три месяца.
В мае 2009 года танк был принят на вооружение вооружённых сил Украины под наименованием «Оплот» и был заключён контракт на поставку 10 единиц по цене 29,5 млн гривен, но из-за недостатка финансирования производство было приостановлено.
20-24 февраля 2011 «Оплот» впервые был показан за рубежом — на 10-й Международной выставке вооружений IDEX-2011 в Абу-Даби. Экспортная цена одного танка в 2011 году составляла 4,9 млн долларов, в 2013 году — 4,89 млн долларов США.
В декабре 2011 заместитель гендиректора ГК «Укроборонпром» Владимир Куратченко сообщил, что в производстве танка участвуют 40 предприятий Украины.
Серийное производство танков «Оплот-М» началось в 2013 году, однако первые прицелы ПНК-6 были изготовлены в январе 2014 года.
Представители ВПК Украины сделали множество заявлений о различных планах массового выпуска «Оплот-М», но все они были сорваны. Так, 4 февраля 2015 генеральный директор ГК «Укроборонпром» Р. А. Романов объявил, что в 2015 году будет выпущено 40 танков «Оплот-М» 25 декабря 2015 года Кабинет министров Украины принял постановление о предоставлении заводу имени Малышева государственных гарантий с целью обеспечить выполнение заводом ранее утверждённой программы производства танков «Оплот-М». В 2015 году производство танков было окончательно сорвано и не произведено ни одного экземпляра ни для нужд ВСУ, ни по контрактным обязательствам.
В 2019 году было сообщено, что Министерство обороны Украины не заключает контракты на производство танков «Оплот-М», поскольку промышленность не имела возможности завершить работу по замещению российских комплектующих в танке на украинские или иностранные аналоги.
В 2020 году было объявлено о старте программы «Бастион», по которой планируется заменить все российские комплектующие этого танка на украинские, планируется, что первый образец такого танка должен был быть получен в 2023 году, с возможным сроком реализации проекта до 2025 года. Но из-за российского вторжения 24 февраля 2022 года планы были отменены.

### Поставки в Таиланд

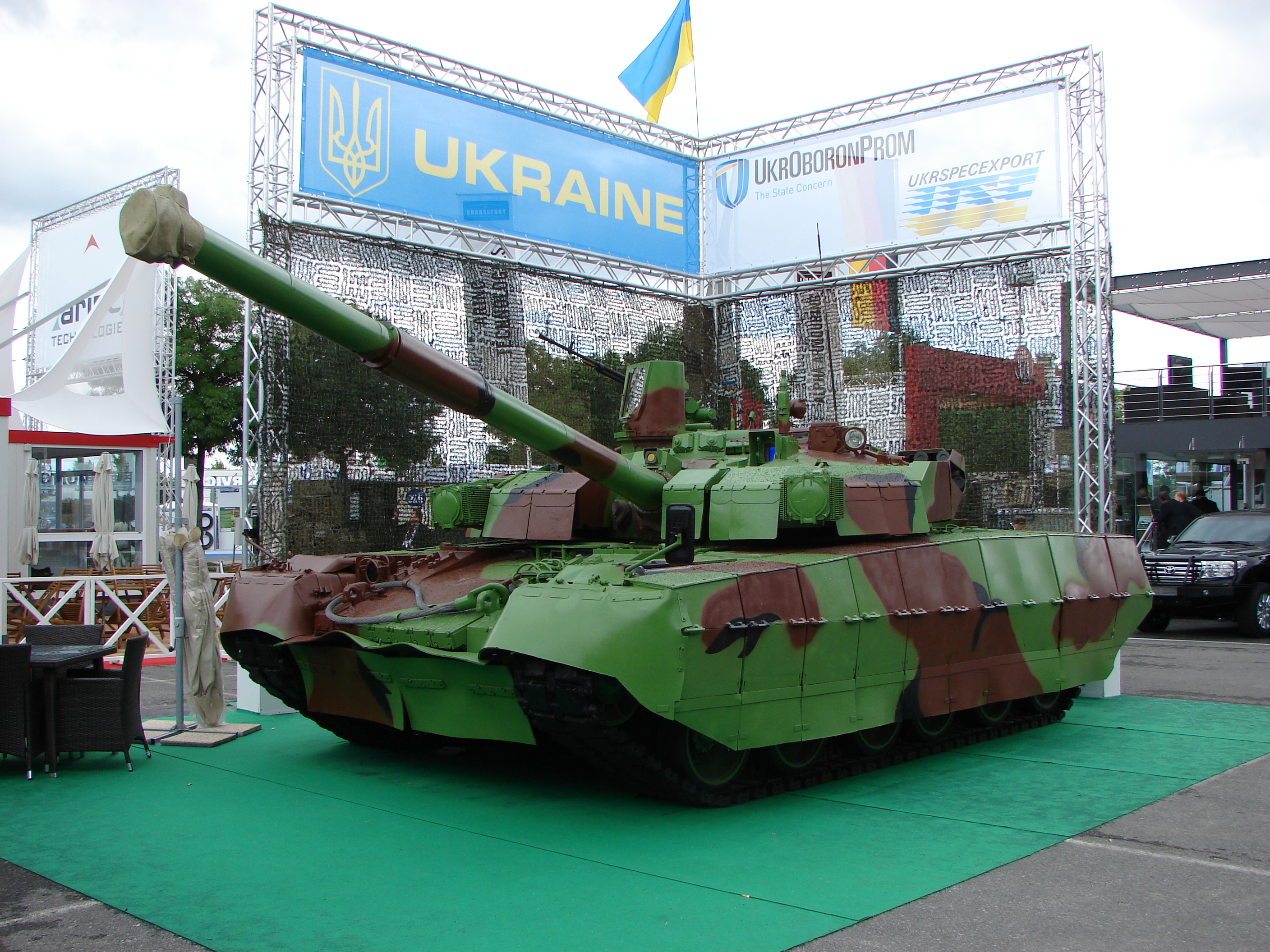
«БМ Оплот» на выставке вооружений Eurosatory-2012

1 сентября 2011 года был подписан контракт на продажу «Оплот-Т» зарубежным покупателям — ГК «Укрспецэкспорт» и Таиланд подписали контракт на сумму 241 млн долл. на изготовление и поставку 49 танков. В модификации для армии Таиланда, в сравнении со стандартным вариантом, внесены некоторые изменения во внутреннее оборудование, оборудование связи и шлемофоны, установлен кондиционер для комфортной работы танкистов в условиях тропического климата.
4 января 2013 года главнокомандующий вооружёнными силами Таиланда генерал Прают Чан-оча сообщил, что на прошедших в начале января 2013 года переговорах украинская сторона приняла на себя обязательства передать первые пять танков в мае 2013 года и завершить выполнение контракта на поставку танков «Оплот-Т» до конца 2015 года. 26 июня 2013 был представлен первый изготовленный танк.5 ноября 2013 года первая партия из 5 танков была передана представителям тайской армии в Харькове. В декабре 2015 года стало известно, что, поскольку за 2015 год не произведено ни одного «Оплот-Т», Правительство Украины запросило перенос контракта на 2016 год.
По информации издания «Интерфакс Украина», в мае 2016 Украина обеспечила поставку в Таиланд третьей партии новых танков «Оплот-Т» в составе 10 машин. Таким образом, общая численность танков «Оплот-Т» в армии Таиланда была доведена до 20 единиц.
Очередная партия из пяти танков «Оплот-Т» прибыла в Таиланд в середине ноября 2016.
В январе 2017 появились данные о разрыве контракта, однако Укрспецэкспорт заявил о наличии договоренности о переносе сроков поставок. Приёмка последних пяти танков началась в середине января и была завершена 26 марта 2018 года

## На вооружении
- Таиланд — 49 единиц «Оплот-Т» по состоянию на 2023 год[6][65][66]

## Оценка машины
Независимый тепловизионный прицел командира обеспечивает лучшую ситуационную осведомленность, чем у российских танков Т-72Б3, Т-90А и Т-80БВМ. Конструкция защиты «Оплот-М» имеет значительно меньший процент ослабленных и уязвимых зон по сравнению с конструкциями танков Т-84, Т-80, Т-72, Т-64.
Помимо этого, изменённая трансмиссия позволяет достичь скорости заднего хода около 34 км/ч(У Т-72 этот показатель 4-5 км/ч, а у Т-80Б 10-11км/ч), что позволяет быстро отступить.
М. Д. Борисюк, генеральный конструктор по созданию бронетанковой техники и артиллерийских систем, начальник КП ХКБМ, генерал-лейтенант, доктор технических наук, профессор:

«Оплот» является принципиально новой машиной, которая создана на уровне современных мировых аналогов… По основным характеристикам — боевой мощи, мобильности и защите — танк «Оплот» находится на уровне лучших мировых образцов… «Оплот» имеет сегодня самый высокий в мире уровень защиты среди своих аналогов, в частности, от боеприпасов тандемного типа.

В книге «Броня крепка» М. Д. Борисюк обозначает направления совершенствования танка:

По танку «Оплот» прежде всего необходимо усовершенствовать характеристики вооружения и боеприпасов, включая и упрочнение канала ствола. Вообще, проблема боеприпасов становится всё острее и острее, и проблема эта в силу её ёмкости и высокого уровня расходов в компетенции украинского правительства. Без решения на самом высоком уровне её не одолеть. Далее по танку «Оплот» следует повысить и оптимизировать защиту танка с верхней полусферы, особенно от огня вертолётов противника. Наконец, третьим важным направлением должно стать увеличение запаса мощности двигателя приблизительно на 200 лошадиных сил, причём без увеличения габаритных размеров моторно-трансмиссионного отделения.

| Серия                                | Т-90 «Владимир»    | Т-84       | M1 Abrams         | Leopard 2    | Leclerc            | Challenger 2     | C1 Ariete | PT-91 Twardy    |
| ------------------------------------ | ------------------ | ---------- | ----------------- | ------------ | ------------------ | ---------------- | --------- | --------------- |
| Внешний вид                          |                    |            |                   |              |                    |                  |           |                 |
| Год принятия на вооружение           | 1992               | 2000       | 1980              | 1979         | 1992               | 1998             | 1995      | 1995            |
| Современная модификация              | Т-90М «Прорыв»     | БМ «Оплот» | M1A2 Abrams SEPv3 | Leopard 2А7V | Leclerc SXXI       | Challenger 2 TES | C1 Ariete | PT-91M Pendekar |
| Год принятия современной модификации | 2020               | 2009       | 2020              | 2014         | 2009               | 1998             | 1995      | 2010            |
| Боевая масса, т                      | 48                 | 51,0       | 66,8              | 67,5         | 57,4               | 75               | 54,0      | 45,5            |
| Экипаж                               | 3                  | 3          | 4                 | 4            | 3                  | 4                | 4         | 3               |
| Калибр пушки, мм                     | 125                | 125        | 120               | 120          | 120                | 120              | 120       | 125             |
| Панорамный прицел                    | Калина             | ПНК-6      | есть              | PERI-R-12    | SFIM VS-580        | SFIM VS-580      | ATTILA    | Sagem VIGY 15   |
| Управляемое вооружение               | Рефлекс-М, Инвар-М | Комбат     | нет               | нет          | нет                | нет              | нет       | нет             |
| Боекомплект, выстрелов               | 40                 | 46         | 42                | 42           | 40                 | 52               | 42        | 40              |
| Скорострельность, выстр/мин          | 8                  | 8          | 8                 | н/д          | 12                 | н/д              | н/д       | 7               |
| Автомат заряжания                    | карусель           | карусель   | нет               | нет          | ленточный конвейер | нет              | нет       | карусель        |
| Динамическая защита                  | Реликт             | Дуплет     | TUSK ARAT         | есть         | нет                | ROMOR            | PSO/WAR   | ERAWA           |
| Активная защита                      | Арена              | Заслон     | Трофи             | MUSS         | н/д                | н/д              | н/д       | нет             |
| КОЭП                                 | Афганит            | Варта      | AN/VLQ-6 MCD      | MUSS         | н/д                | н/д              | н/д       | OBRA-3          |
| Мощность двигателя, л. с.            | 1130               | 1200       | 1500              | 1500         | 1500               | 1200             | 1300      | 1000            |
| Удельная мощность, л. с./т           | 23,5               | 23,5       | 20,3              | 22,2         | 27,5               | 19,2             | 24,1      | 22,0            |
| Максимальная скорость, км/ч          | 70                 | 70         | 67                | 72           | 72                 | 59               | 65        | 65              |
| Скорость заднего хода, км/ч          | 15                 | 30         | 40                | 31           | 38                 | 35               | 20        | 5               |
| Запас хода по шоссе, км              | 550                | 500        | 425               | 450          | 550                | 400              | 600       | 480             |
| Всего выпущено шт.                   | ~4000              | ~70        | ~10400            | ~3600        | ~860               | ~450             | ~200      | ~280            |
| Стоимость ~                          | $2,9 млн           | $6,65 млн  | $8 млн            | $15 млн      | $16 млн            | $5,5 млн         | $8 млн    | $9 млн          |

| Серия                                | Merkava                 | Arjun     | Al-Khalid   | Karrar         | Songun-ho        | K2 Black Panther   | Type 99  | Type 10                     |
| ------------------------------------ | ----------------------- | --------- | ----------- | -------------- | ---------------- | ------------------ | -------- | --------------------------- |
| Внешний вид                          |                         |           |             |                |                  |                    |          |                             |
| Год принятия на вооружение           | 1979                    | 2004      | 2001        | 2020           | 2010             | 2014               | 2001     | 2012                        |
| Современная модификация              | Merkava Mark IV «Barak» | Arjun MK1 | Al-Khalid I | Karrar         | Songun-ho II     | K2 Black Panther   | 99А2     | Type 10                     |
| Год принятия современной модификации | 2023                    | 2011      | 2020        | 2020           | 2015             | 2014               | 2011     | 2012                        |
| Боевая масса, т                      | 70,0                    | 58,5      | 48,0        | 51,0           | 44               | 55,0               | 58,0     | 44,0                        |
| Экипаж                               | 4                       | 4         | 3           | 3              | 4                | 3                  | 3        | 3                           |
| Калибр пушки, мм                     | 120                     | 120       | 125         | 125            | 125              | 120                | 125      | 120                         |
| Панорамный прицел                    | есть                    | есть      | есть        | есть           | н/д              | есть               | есть     | есть                        |
| Управляемое вооружение               | LAHAT                   | LAHAT     | нет         | есть           | Bulsae-3, Игла-1 | KSTAM              | Рефлекс  | нет                         |
| Боекомплект, выстрелов               | 48                      | 39        | 39          | н/д            | н/д              | 40                 | 41       | н/д                         |
| Скорострельность, выстр/мин          | н/д                     | 6—8       | 8           | н/д            | н/д              | 15                 | 7        | н/д                         |
| Автомат заряжания                    | нет                     | нет       | карусель    | карусель       | нет              | ленточный конвейер | карусель | ленточный конвейер          |
| Динамическая защита                  | есть                    | нет       | есть        | встроенная ERA | есть             | есть               | есть     | нет                         |
| Активная защита                      | Трофи                   | нет       | Варта       | н/д            | нет              | есть               | JD-3     | н/д                         |
| Мощность двигателя, л. с.            | 1500                    | 1400      | 1200        | 1000           | 1200             | 1500               | 1500     | 1200                        |
| Удельная мощность, л. с./т           | 21,5                    | 23,9      | 25,0        | 19,6           | 27,3             | 27,3               | 25,9     | 27,3                        |
| Максимальная скорость, км/ч          | 64                      | 70        | 70          | 70             | 70               | 70                 | 76       | 70                          |
| Скорость заднего хода, км/ч          | 25                      | 15        | 30          | 30             | 5                | 40                 | 33       | 70(реверсивная трансмиссия) |
| Запас хода по шоссе, км              | 500                     | 450       | 500         | 500            | 450              | 450                | 450      | 500                         |
| Всего выпущено шт.                   | ~2000                   | ~200      | ~900        | ~800           | ~700             | ~400               | ~1200    | ~117                        |
| Стоимость ~                          | $6 млн                  | $9,2 млн  | $9 млн      | $9 млн         | $2 млн           | $9 млн             | $2,5 млн | $12 млн                     |

По мнению Василия Чобитка, автора «Броне-сайта», «Оплот-М» является хорошим кандидатом для замены танков Т-64, Т-72, Т-80 и последующей унификации танкового парка.

### Критика
Очень длительный производственный цикл «Оплот-М» также становится объектом критики. Так, за три года Таиланд получил пять танков из 49; на июнь 2017 года в Таиланд было поставлено 30 машин. Всё же в марте 2018 года все 49 машин были переданы Таиланду, и контракт был выполнен.

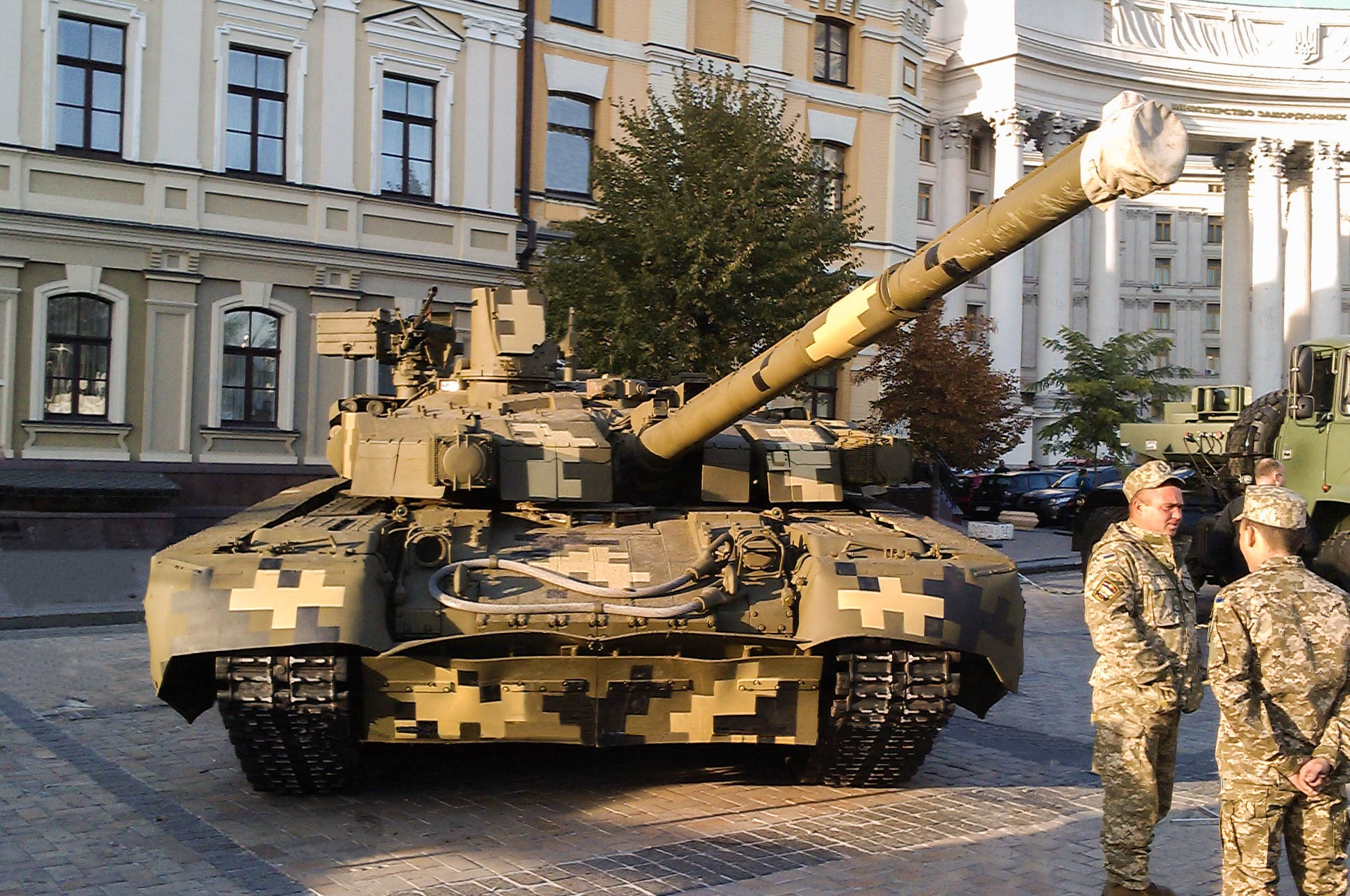
БМ «Оплот» на выставке ко Дню защитника Украины

В 2015 году советник Президента Украины Юрий Бирюков, разбирая сметы «Укроборонпрома», заявил, что выгоднее ориентировать производство «Оплот-М» на экспорт, а за вырученные деньги модернизировать Т-64 советского выпуска до «Булата», так как реальные условия ведения боевых действий Вооружёнными силами Украины не позволяют использовать преимущества «Оплот-М». Бирюкова поддержал бывший директор Завода имени Малышева Николай Белов, который указывал, что советский Т-64 имеет такую же пушку и элементы динамической защиты. При этом технология ремонтно-восстановительных работ позволяет осуществить капитальный ремонт советского Т-64 за несколько месяцев, в то же время технологический цикл выпуска одного «Оплот-М» — не менее 9 месяцев.